# Vimartin-sur-Orthe
Vimartin-sur-Orthe es una comuna nueva francesa situada en el departamento de Mayenne, de la región de Países del Loira.

## Historia
Fue creada el 1 de enero de 2021, en aplicación de una resolución del prefecto de Mayenne del 21 de diciembre de 2020 con la unión de las comunas de Saint-Martin-de-Connée, Saint-Pierre-sur-Orthe y Vimarcé pasando a estar el ayuntamiento en la antigua comuna de Saint-Pierre-sur-Orthe.

## Composición
| Comuna delegada        | Código INSEE | Población (2018) | Superficie (km²) | Densidad (hab./km²) |
| ---------------------- | ------------ | ---------------- | ---------------- | ------------------- |
| Saint-Martin-de-Connée | 53239        | 421              | 19.49            | 22                  |
| Saint-Pierre-sur-Orthe | 53249        | 466              | 31.66            | 15                  |
| Vimarcé                | 53274        | 234              | 20.77            | 11                  |